# Вињоле Борбера
Вињоле Борбера (итал. Vignole Borbera) је насеље у Италији у округу Алесандрија, региону Пијемонт.
Према процени из 2011. у насељу је живело 1979 становника. Насеље се налази на надморској висини од 245 м.

## Становништво
| 1931. | 1936. | 1951. | 1961. | 1971. | 1981. | 1991. | 2001. | 2011. |
| ----- | ----- | ----- | ----- | ----- | ----- | ----- | ----- | ----- |
| 1.829 | 1.792 | 1.755 | 1.707 | 1.776 | 1.833 | 1.991 | 2.037 | 2.245 |